# سانتیاگو لوول
سانتیاگو لوول (انگلیسی: Santiago Lovell; ۲۳ آوریل ۱۹۱۲ – ۱۷ مارس ۱۹۶۶) بوکسور اهل آرژانتین بود.
از باشگاه‌هایی که در آن بازی کرده‌است می‌توان به باشگاه فوتبال بوکا جونیورز اشاره کرد.